# Le Jugement (Angel)
Le Jugement est le 1er épisode de la saison 2 de la série télévisée Angel.

## Résumé
Les trois membres d'Angel Investigations ont provisoirement transféré leurs bureaux dans l'appartement de Cordelia à la suite des événements de l'épisode précédent. Celle-ci a une vision d'un démon à l'air effrayant et Wesley suggère d'aller au Caritas, un bar-karaoké servant de terrain neutre, pour interroger Merl, un démon informateur. Après avoir obtenu des informations, Angel trouve le démon qu'il recherche en compagnie d'une femme enceinte. Il le tue mais la jeune femme, Jo, lui apprend que ce démon était son protecteur avant de prendre la fuite. Angel, désolé de son erreur, trouve le repaire du démon avec l'aide de Gunn et y découvre un talisman, chargeant Gunn de l'apporter à Wesley et Cordelia pendant qu'il part à la recherche de Jo. Après avoir retrouvé la jeune femme, il apprend que son enfant est censé devenir un être puissant et qu'elle doit passer devant une sorte de tribunal démoniaque où un champion doit la défendre. Ils sont séparés après avoir été attaqués par des démons.
Pour apprendre les informations qu'il lui manque sur ce tribunal, Angel accepte de chanter en public au Caritas à la demande de Lorne, démon propriétaire de l'établissement et pouvant lire les pensées et l'avenir de ceux qui chantent devant lui. Il remporte ensuite le combat à mort l'opposant à l'autre champion, garantissant ainsi la sécurité de l'enfant à naître. Angel rend ensuite visite à Faith en prison.